# Gelbe Brücke (Hamburg)

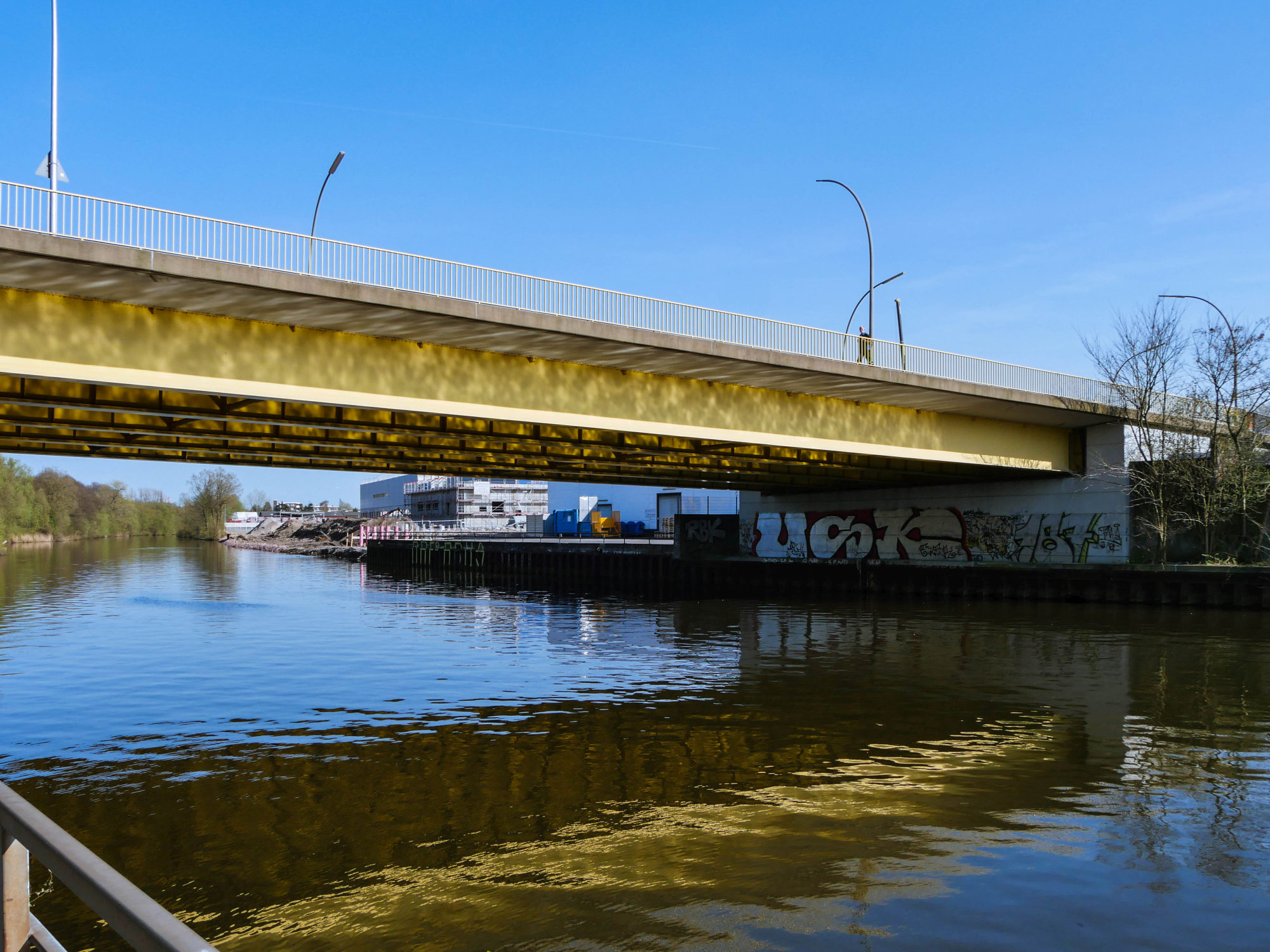
Gelbe Brücke

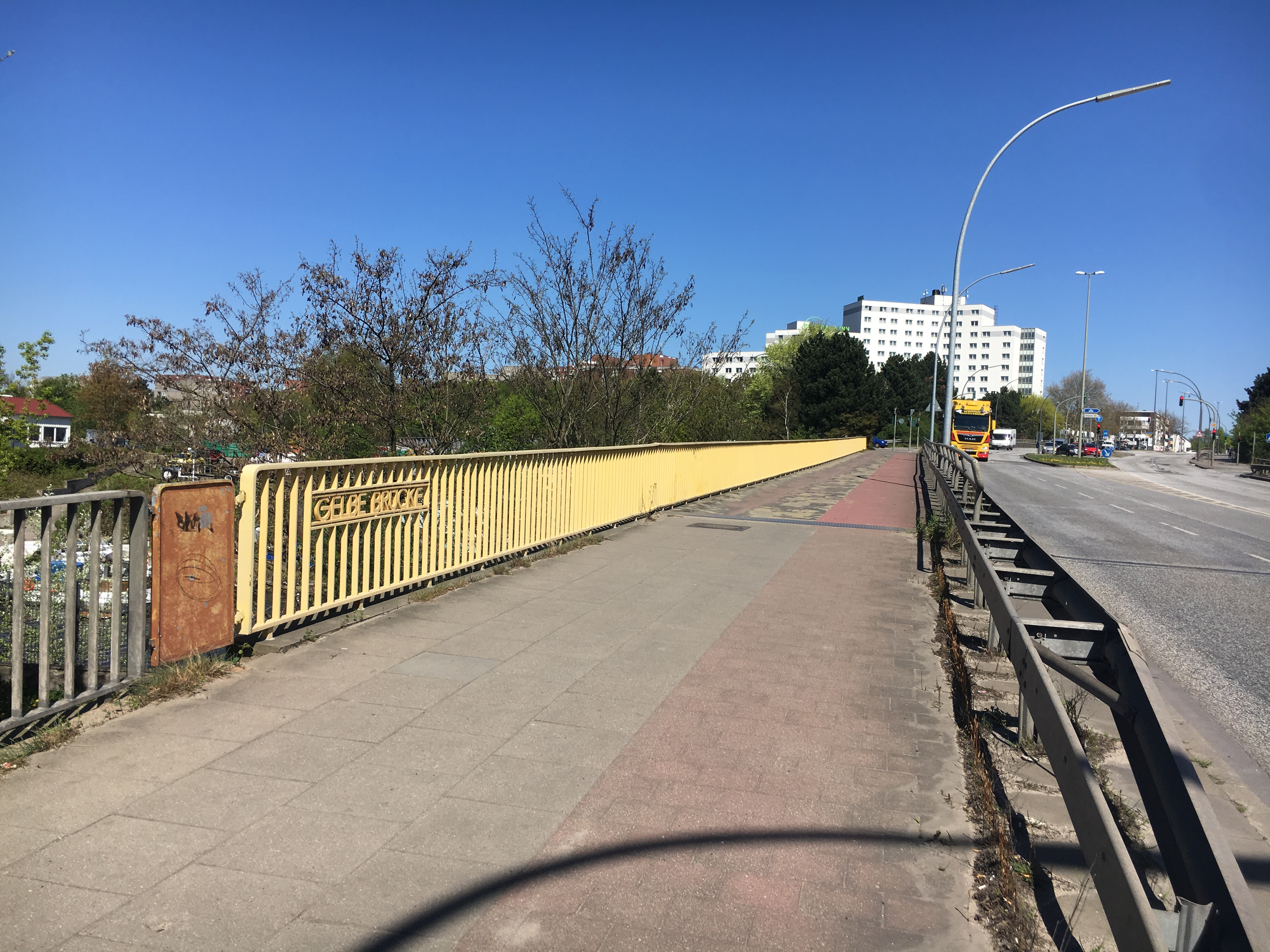
Schriftzug an der Gelben Brücke

Die Gelbe Brücke überquert den Fluss Bille. Sie verbindet die Moorfleeter Straße mit dem Schiffbeker Weg und damit die Stadtteile Billbrook und Billstedt miteinander. Die Brücke hat eine erhebliche verkehrstechnische Bedeutung. 
Die Betonbrücke auf Stahlträgern mit Eisengeländer heißt nicht nur Gelbe Brücke, sondern ein Schriftzug im Geländer weist diese explizit als solche aus. Gebaut wurde sie 1969 und wurde mit einem gelben Anstrich versehen.
siehe: Liste der Straßen und Brücken in Hamburg-Billbrook.